# Лишайники
Лиша́йники (лат. Lichenes) — симбиотические ассоциации грибов (микобионт) и фотобионтов — микроскопических зелёных водорослей (фикобионт) и/или цианобактерий (цианобионт); микобионт образует слоевище (таллом), внутри которого располагаются клетки фотобионта. Помимо двух основных участников, в составе большинства лишайников присутствует второй вид гриба, дрожжеподобные базидиомицеты. Группа насчитывает более 26 000 видов.

## Этимология названия
Русское название лишайники получили за визуальное сходство с проявлениями некоторых кожных заболеваний, получивших общее название «лишаи». Латинское название происходит от др.-греч. λειχήν (лат. lichen) и переводится как «лишай», что связано с характерной формой плодовых тел некоторых представителей.

## История исследования, систематическое положение

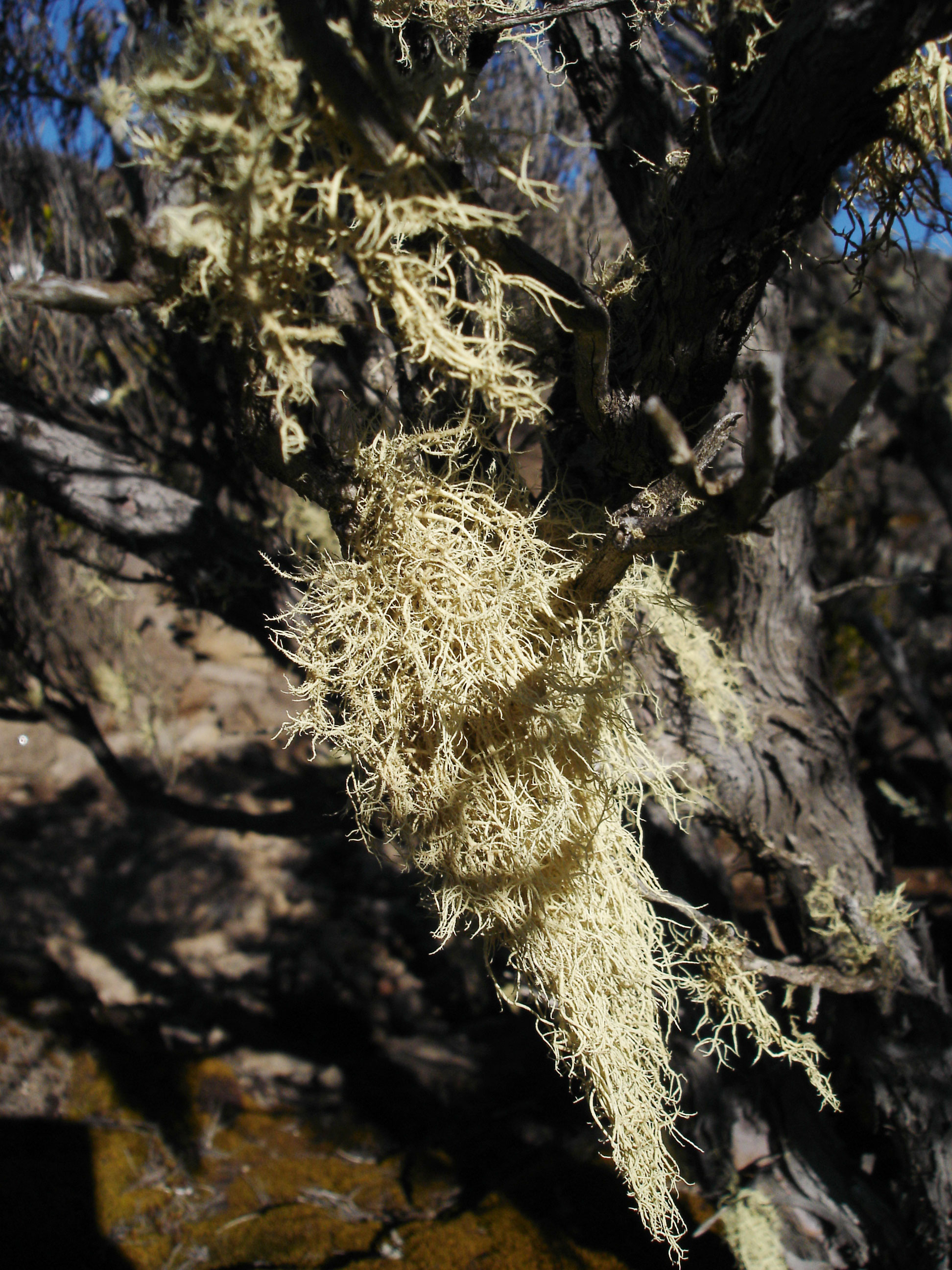
Уснея — один из двух родов лишайников, описанных Теофрастом более двух тысяч лет назад

Одна из жизненных форм лишайников — кустистая

Один из видов рода Кладония

Первые описания известны из «Истории растений» Теофраста, который указал два лишайника — Usnea и Rocella, который уже тогда использовали для получения красящих веществ. Теофраст предполагал, что лишайники представляют собой наросты деревьев или водоросли. В XVII веке было известно только 28 видов. Французский врач и ботаник Жозеф Питтон де Турнефор в своей системе выделил лишайники в отдельную группу в составе мхов. Хотя к 1753 году было известно свыше 170 видов, Карл Линней описал только 80, охарактеризовав их как «скудное крестьянство растительности», и включил вместе с печёночниками в состав «наземных водорослей».
Началом лихенологии (науки о лишайниках) принято считать 1803 год, когда ученик Карла Линнея Эрик Ахариус опубликовал свой труд «Methodus, qua omnes detectos lichenes ad genera redigere tentavit» («Методы, с помощью которых каждый сможет определять лишайники»). Он выделил их в самостоятельную группу и создал систему, основанную на строении плодовых тел, в которую вошли 906 описанных на то время видов.
Первым на симбиотическую природу в 1866 году на примере одного из видов указал врач и миколог Антон де Бари. В 1867 году ботаник Симон Швенденер распространил эти представления на все виды. В том же году русские ботаники Андрей Сергеевич Фаминцын и Осип Васильевич Баранецкий обнаружили, что зелёные клетки в лишайнике — одноклеточные водоросли. Эти открытия были восприняты современниками как «удивительнейшие».
В 2016 году международная команда учёных с помощью методов метагеномики и метатранскриптомики обнаружила, что в состав большинства кустистых и листоватых лишайников кроме гриба-аскомицета и зелёной водоросли входит третий компонент — дрожжи-базидиомицеты. У подробно изученных видов их клетки сосредоточены в наружном слое коры — кортекса. В разных группах лишайников присутствуют дрожжи разных видов, относящихся к одному монофилетическому таксону ранга отряда.
Сегодня лихенология является самостоятельной дисциплиной, смежной с микологией и ботаникой.
Традиционная систематика лишайников оказывается во многом условна и отражает, скорее, особенности их строения и экологии, чем родственные отношения внутри группы, тем более что основывается она только на микобионте, а фотобионт сохраняет свою таксономическую самостоятельность. Классифицируют лишайники по-разному, но в настоящее время рассматривают их как экологическую группу, уже не придавая им статуса таксона, поскольку независимость происхождения разных групп лишайников не вызывает сомнений, а группы, входящие в состав лишайников, помещают туда же, что и родственные микобионту грибы, не образующие лишайников. Для обозначения лишайников используют биноминальную номенклатуру, названия соответствуют названию микобионта.

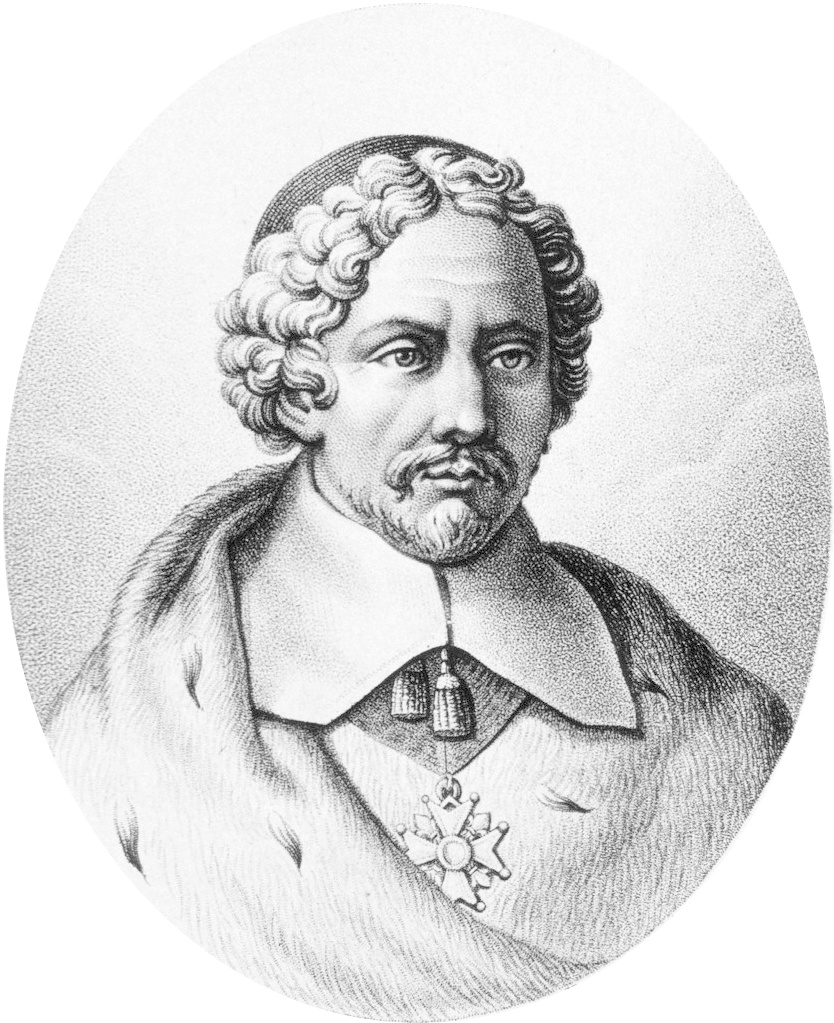
Жозеф Питтон де Турнефор впервые объединил лишайники в отдельную группу (в составе мхов)
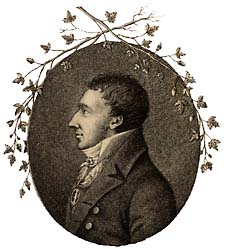
Эрик Ахариус — «отец лихенологии», выделил лишайники в самостоятельную группу и впервые систематизировал их

## Происхождение
Лишайники плохо сохраняются в ископаемом виде, и их окаменелостей известно очень мало. Древнейшие известные (на 2012 год) ископаемые остатки лишайников, анатомически подобных «продвинутым» современным видам, найдены в раннедевонских (около 415 млн лет назад) отложениях Шропшира (Англия). Это Cyanolichenomycites devonicus (с цианобактерией в качестве фотобионта) и Chlorolichenomycites salopensis (вероятно, с зелёной водорослью). Из райниевых чертов (около 400 млн лет назад, Шотландия) известна Winfrenatia reticulata, содержавшая цианобактерии и не имевшая морфологического сходства с современными лишайниками. Из верхнего триаса (около 220 млн лет назад) Германии известны фрагменты лишайников, анатомически подобных современной пармелии. В балтийском и доминиканском янтаре (около 40—60 млн лет назад) найдены лишайники, напоминающие Phyllopsora и виды семейства пармелиевых.
Принадлежность к лишайникам предполагается и для ряда других ископаемых. Это, в частности, Nematothallus из силура и девона, Spongiophyton из нижнего и среднего девона и Daohugouthallus из средней юры. В морских отложениях эдиакарского периода (формация Доушаньто) найдены окаменелости, интерпретированные как гифы гриба с симбиотическими водорослями. Было выдвинуто предположение, что лишайниками являлись и существовавшие примерно тогда же организмы эдиакарской биоты, но оно было встречено скептически.
Микобионты лишайников, как и их фотобионты, являются полифилетической группой.

## Микобионт, фотобионт и их симбиоз
Лишайники — это симбиотические организмы, тело которых (таллом) образовано соединением грибных (микобионт) и водорослевых и/или цианобактериальных (фотобионт) клеток во внешне кажущемся однородным организме.
Лишайники, состоящие из гриба одного вида и цианобактерии (сине-зелёной водоросли) (цианолишайник, например, Peltigera horizontalis) или водоросли (фиколишайник, например, Cetraria islandica) одного вида, называют двухкомпонентными; лишайники, состоящие из гриба одного вида и двух видов фотобионтов (одной цианобактерии и одной водоросли, но никогда не двух водорослей или двух цианобактерий), называют трёхкомпонентными (например, Stereocaulon alpinum). Водоросли или цианобактерии двухкомпонентных лишайников питаются автотрофно. В трёхкомпонентных лишайниках водоросль питается автотрофно, а цианобактерия, по-видимому, питается гетеротрофно, осуществляя азотфиксацию. Гриб питается гетеротрофно ассимилятами партнера(ов) по симбиозу. Единого мнения о возможности существования свободноживущих форм симбионтов в настоящее время не достигнуто. Имелся опыт выделения всех компонентов лишайников в культуру с последующей реконструкцией исходного симбиоза.
Из известных видов грибов в образовании лишайников участвует около 20 %, в основном это аскомицеты (~98 %), остальное базидиомицеты (~0,4 %), некоторые из них, не имея полового размножения, формально относятся к дейтеромицетам. Существуют также актинолишайники, в которых место гриба занимают мицелярные прокариоты актиномицеты. Фотобионт в 85 % случаев представлен зелёной водорослью, встречаются 80 видов из 30 родов, наиболее важным из которых является Trebouxia (входит в состав более чем 70 % видов лишайников). Из цианобактерий (в 10—15 % лишайников) участвуют представители всех крупных групп, кроме Oscillatoriales, наиболее распространён Nostoc. Часты гетероцистные формы Nostoc, Scytonema, Calothrix и Fischerella. В талломе лишайника клетки цианобионта могут структурно и функционально модифицироваться: увеличивается их размер, изменяется форма, уменьшается количество карбоксисом и количество материала оболочек, замедляется рост и деление клеток.
Отношения фотобионта и гриба можно описать как контролируемый паразитизм со стороны последнего. Контакт между компонентами лишайника может быть различен:
- нет прямого контакта,
- через поверхности,
- гриб посредством гаусторий проникает в тело водоросли.

Во взаимоотношениях компонентов наблюдается тонкий баланс, так, деление клеток фотобионта согласовано с ростом гриба. Микобионт получает от фотобионта питательные вещества, производимые тем в результате фотосинтеза. Гриб же создаёт водоросли более благоприятный микроклимат: защищает её от высыхания, экранирует от ультрафиолетового излучения, обеспечивает жизнь на кислых субстратах, смягчает действие ряда других неблагоприятных факторов. Из зелёных водорослей поступают многоатомные спирты, такие как рибит, эритрит или сорбит, которые легко усваиваются грибом. Цианобактерии поставляют в гриб в основном глюкозу, а также азотсодержащие вещества, образуемые благодаря осуществляемой ими фиксации азота. Потоки веществ из гриба в фотобионт не обнаружены.

## Внешний вид

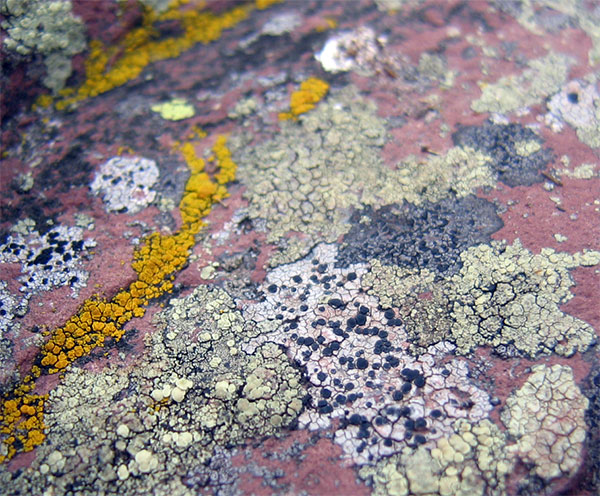
Лишайники бывают самого разного цвета

Лишайники окрашены в широком диапазоне цветов: от белого до ярко-жёлтого, коричневого, сиреневого, оранжевого, розового, зелёного, синего, серого, чёрного.
По внешнему виду различают лишайники:
- Накипные, или корковые. Таллом таких лишайников представляет собой корочку («накипь»), его нижняя поверхность плотно срастается с субстратом и не отделяется без значительных повреждений. Накипные лишайники могут жить на крутых склонах гор, деревьях и даже на бетонных стенах. Иногда такие лишайники развиваются внутри субстрата и снаружи совершенно не заметны.
- Листоватые. Листоватые лишайники имеют вид пластин разной формы и размера, они более или менее плотно прикрепляются к субстрату при помощи выростов нижнего коркового слоя.
- Кустистые. У наиболее сложных с точки зрения морфологии кустистых лишайников таллом образует множество округлых или плоских веточек. Такие лишайники могут как расти на земле, так и свисать с деревьев, древесных остатков, скал.

Это деление не отражает филогенетические связи, существует много переходных форм между ними. Ханс Трасс разработал шкалу жизненности лишайников, отражающую условия их существования и основывающуюся на степени развитости таллома и способности к половому размножению.

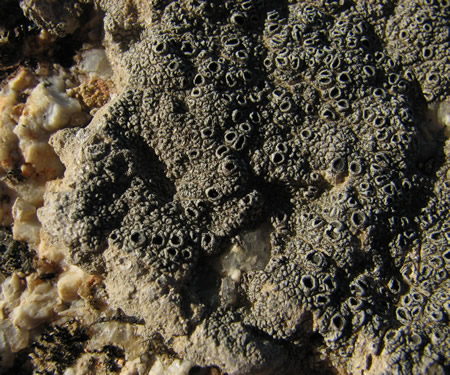
Накипной лишайник
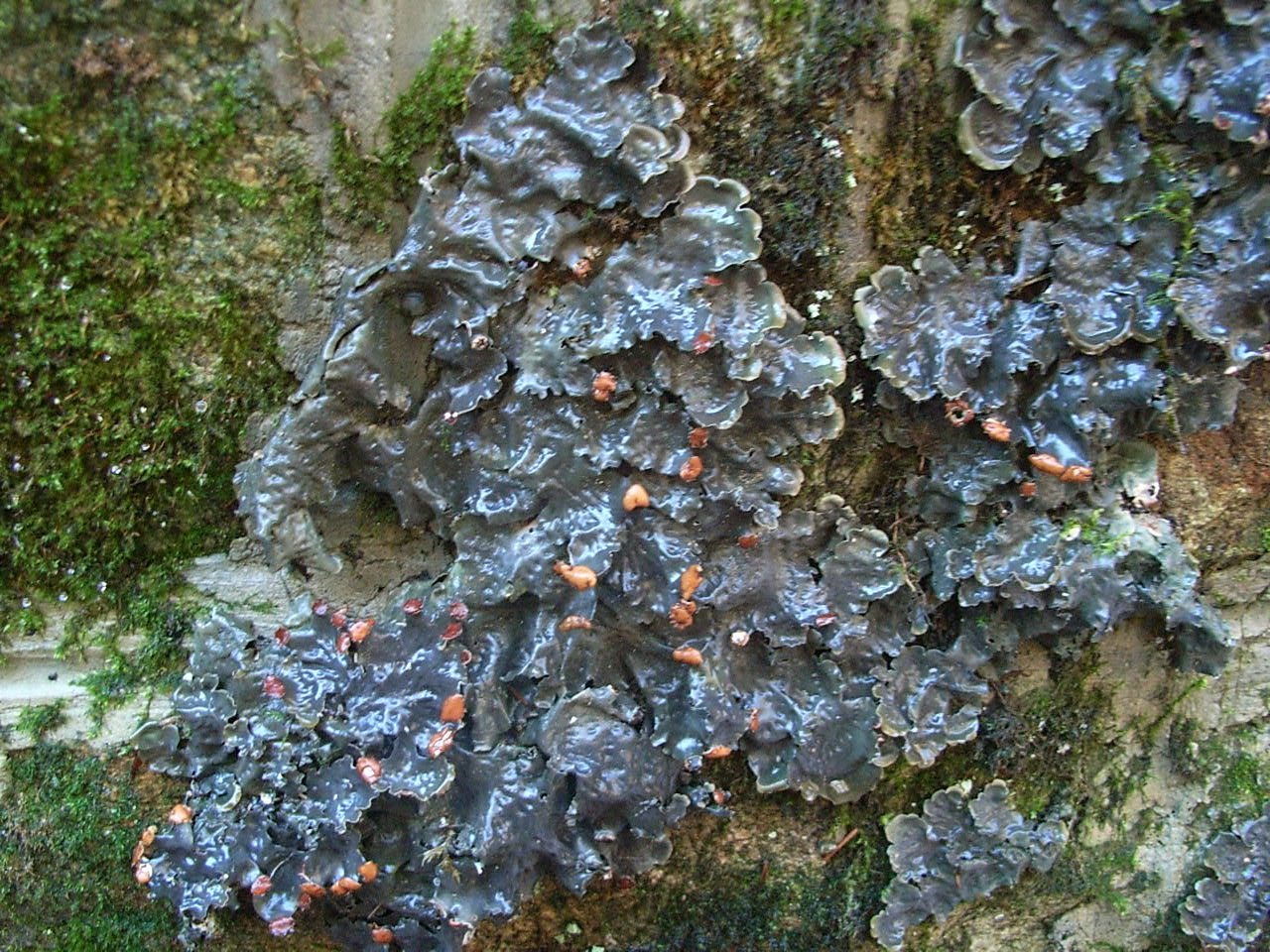
Листоватый лишайник
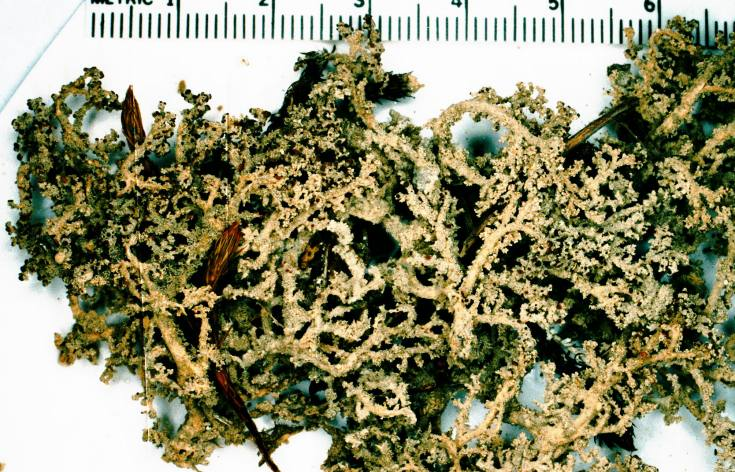
Кустистый лишайник
Лишайник, острова Кандалакшского залива Белого моря

## Внутреннее строение

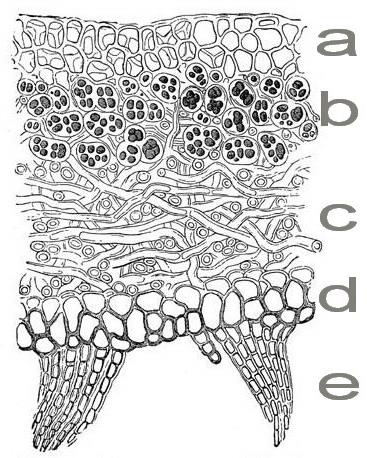
Строение гетеромерного лишайника на примере Sticta fuliginosa: a — корковый слой, b — гонидиальный слой, c — сердцевина, d — нижняя кора, e — ризины. Энциклопедический словарь Мейера (1885—1890)

Тело лишайников (таллом) представляет собой переплетение грибных гиф, между которыми находится популяция фотобионта. По внутреннему строению лишайники разделяют на:
- гомеомерные (Collema), клетки фотобионта распределены хаотично среди гиф гриба по всей толщине таллома;
- гетеромерные (Peltigera canina), таллом на поперечном срезе можно чётко разделить на слои.

Лишайников с гетеромерным талломом большинство. В гетеромерном талломе верхний слой — корковый, сложенный гифами гриба. Он защищает таллом от высыхания и механических воздействий. Следующий от поверхности слой — гонидиальный, или альгальный, в нём располагается фотобионт. В центре располагается сердцевина, состоящая из беспорядочно переплетённых гиф гриба. В сердцевине в основном запасается влага, она также играет роль скелета. У нижней поверхности таллома часто находится нижняя кора, с помощью выростов которой (ризин) лишайник прикрепляется к субстрату. Полный набор слоёв встречается не у всех лишайников.
Как и в случае двухкомпонентных лишайников, водорослевый компонент — фикобионт — трёхкомпонентных лишайников равномерно распределён по таллому либо образует слой под верхней корой. Некоторые трёхкомпонентные цианолишайники образуют специализированные поверхностные или внутренние компактные структуры (цефалодии), в которых сосредоточен цианобактериальный компонент.

## Физиология

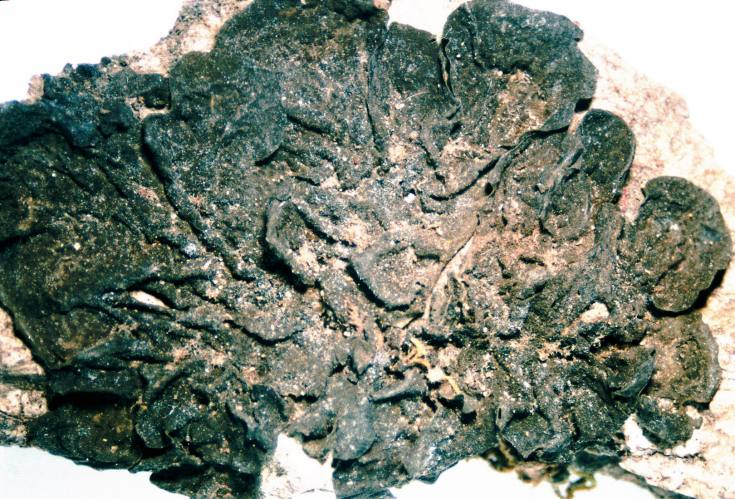
Лишайник Collema furfuraceum

### Биохимические особенности
Большинство внутриклеточных продуктов как фото-(фико-), так и микобионтов не являются специфичными для лишайников. Уникальные вещества (внеклеточные), так называемые лишайниковые, формируются исключительно микобионтом и накапливаются в его гифах. На сегодня известно 854 таких вещества, например усниновая кислота, мевалоновая кислота. Нередко именно эти вещества оказываются решающими в формировании окраски лишайника. Лишайниковые кислоты играют важную роль в выветривании, разрушая субстрат.

### Водный обмен
Лишайники не способны к регуляции водного баланса, поскольку у них нет настоящих корней для активного поглощения воды и защиты от испарения. Поверхность лишайника может удерживать воду на короткое время в форме жидкости или пара. В сухих условиях вода быстро теряется на поддержание метаболизма и лишайник переходит в фотосинтетически неактивное состояние, при котором вода может составлять не более 10 % массы. В отличие от микобионта, фотобионт не может долго находиться без воды. Сахар трегалоза играет важную роль в защите жизненно важных макромолекул, таких как ферменты, мембранные элементы и ДНК. Но лишайники нашли способы предотвращения полной потери влаги. У многих видов наблюдается утолщение коры, чтобы обеспечить меньшую потерю воды. Способность поддерживать воду в жидком состоянии очень важна в холодных районах, поскольку замёрзшая вода не пригодна для использования организмом.
Время, которое лишайник может провести высушенным, зависит от вида, известны случаи «воскрешения» после 40 лет в сухом состоянии. Когда поступает пресная вода в форме дождя, росы или влажности, лишайники быстро переходят в активное состояние, возобновляя метаболизм. Оптимально для жизнедеятельности, когда вода составляет от 65 до 90 процентов от массы лишайника. Влажность в течение дня может изменяться в зависимости от темпов фотосинтеза, как правило, она наиболее высока с утра, когда лишайники смачиваются росой.

### Рост и продолжительность жизни
Описанный выше ритм жизни является одной из причин для очень медленного роста большинства лишайников. Иногда лишайники растут всего лишь на несколько десятых миллиметра в год, в основном менее чем на один сантиметр. Другой причиной медленного роста является то, что фотобионт, составляя нередко менее 10 % объёма лишайника, берёт на себя обеспечение микобионта питательными веществами. В хороших условиях, с оптимальными влажностью и температурой, например в туманных или дождливых тропических лесах, лишайники растут на несколько сантиметров в год.
Ростовая зона лишайников у накипных форм находится по краю лишайника, у листоватых и кустистых — на каждой верхушке.
Лишайники являются одними из самых долгоживущих организмов и могут достигать возраста нескольких сотен лет, а в некоторых случаях — более 4500 лет, как, например, ризокарпон географический (Rhizocarpon geographicum), живущий в Гренландии.

## Размножение
Лишайники размножаются вегетативным, бесполым и половым путём.
Особи микобионта размножаются всеми способами и в то время, когда фотобионт не размножается или размножается вегетативно. Микобионт может, как и другие грибы, также размножаться половым и собственно бесполым путём. Половые споры в зависимости от того, относится микобионт к сумчатым или базидиальным грибам, называются аско- или базидиоспорами и образуются соответственно в асках (сумках) или базидиях.

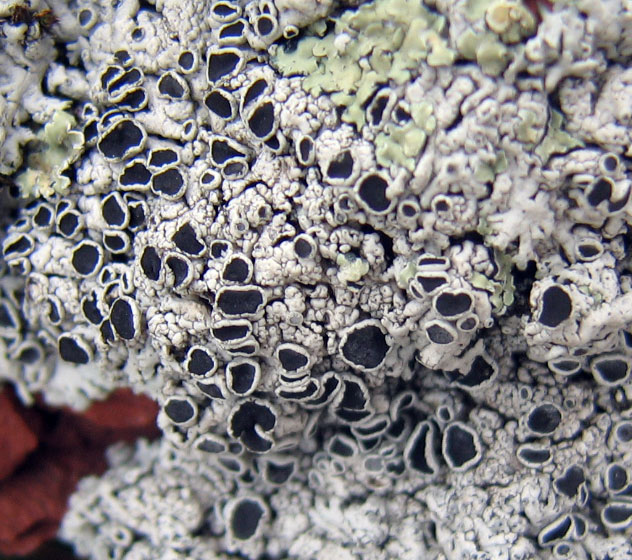
Апотеции лишайника

При размножении аскомицетные лишайники образуют плодовые тела, которые можно разделить на две большие группы: апотеции и перитеции:
- Апотеций представляет собой обычно округлое ложе. На ложе находятся сумки между неспороносными окончаниями гиф, образуя открыто расположенный слой, называемый гимениумом;
- Перитеций имеет более или менее сферическую, почти закрытую структуру, внутри которой находятся аски, аскоспоры освобождаются через поры в плодовом теле.

Микобионт может также производить бесполые пикноспоры (пикноконидии), созревающие в пикнидиях — это сферические или грушевидные мешочки, встроенные в ложе плодового тела и представляющие собой специализированные гифы. Пикнидии часто узнаются как черноватые точечки на ложе. Пикноконидии высыпаются и дают начало новому таллому. Пикнидии образуют гифы, которые гаусториями проникают в клетки водорослей. Важную роль в узнавании и селекции фотобионта могут играть лишайниковые вещества и лектины.
Все споры в размере не более нескольких тысячных долей миллиметра. Они распространяются по воздуху и могут, в случае достижения ими более высоких слоёв атмосферы, перемещаться на больши́е расстояния, а иногда и по всему миру, колонизируя таким образом даже изолированные субстраты.
Вопрос о том, каким образом заново возникает новое сообщество мико- и фотобионта, раскрыт ещё не до конца. Микобионт, прежде чем объединиться со свободным фотобионтом, должен отыскать его и поставить под свой контроль. И то, и другое происходит, по-видимому, тогда, когда оба партнёра находятся в изголодавшемся состоянии и остро нуждаются в питательных веществах. Даже в лаборатории только в таких условиях можно из двух отдельных организмов создать единый.

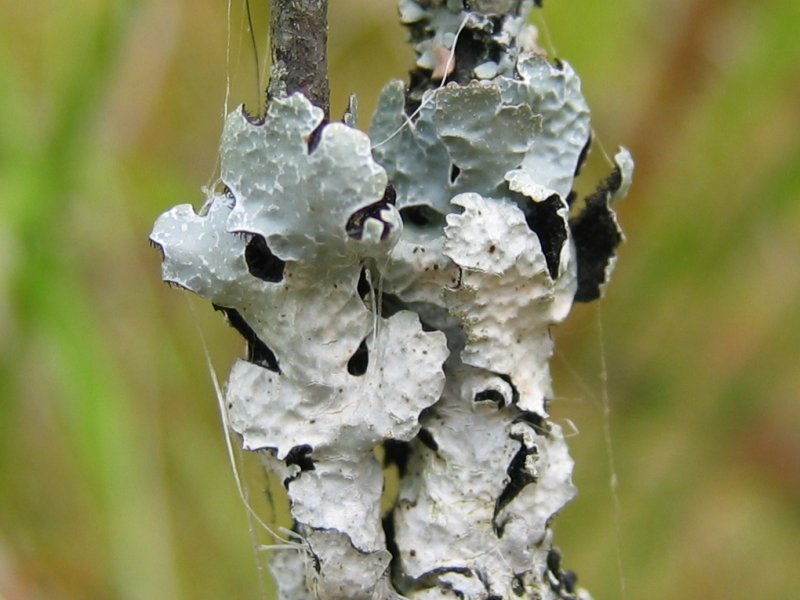
Parmelia sulcata, на поверхности видны соредии

Многие кустистые и листоватые лишайники в благоприятных условиях дают специализированные структуры вегетативного размножения, состоящие из клеток водорослей, оплетённых гифами гриба:
- Изидии — это выросты таллома в виде булавки, пуговицы, листочка или мелкой веточки. При воздействии ветра, воды, даже лёгкого прикосновения они отрываются;
- Соредии образуются внутри лишайника, затем выходят наружу и разрываются, распыляя содержимое, представляющее собой т. н. диаспоры, как правило объединённые в небольшие пачки, при увеличении проявляются зернистость или мучнистость их поверхности.

Изидии и соредии распространяются с ветром, дождём и животными. При попадании на подходящий субстрат прорастают, давая начало новому лишайнику. Вегетативное размножение также может осуществляться неприспособленными специально для этого фрагментами таллома.

## Экология

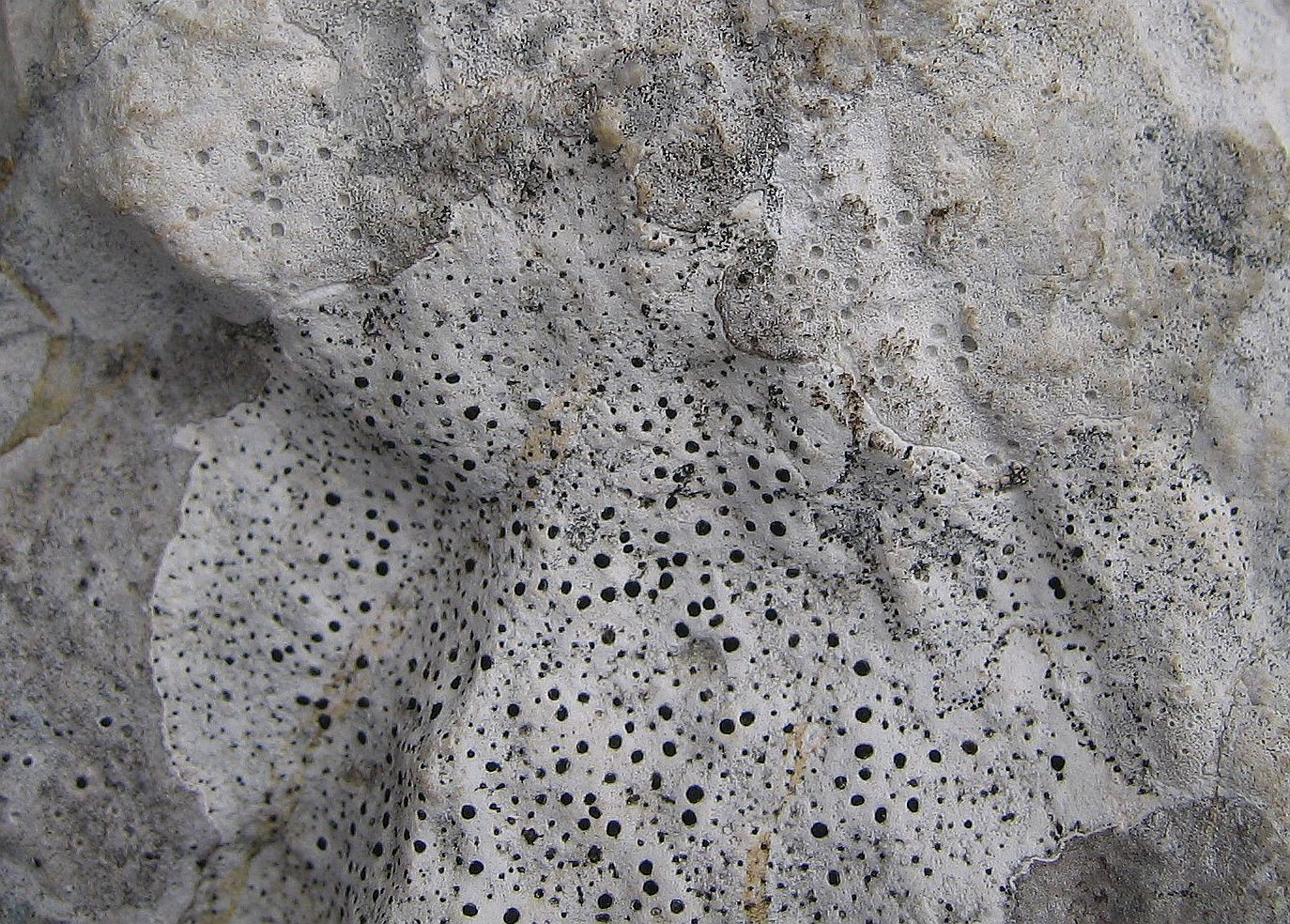
Verrucaria на известняке, чёрные ямки — это плодовые тела лишайника

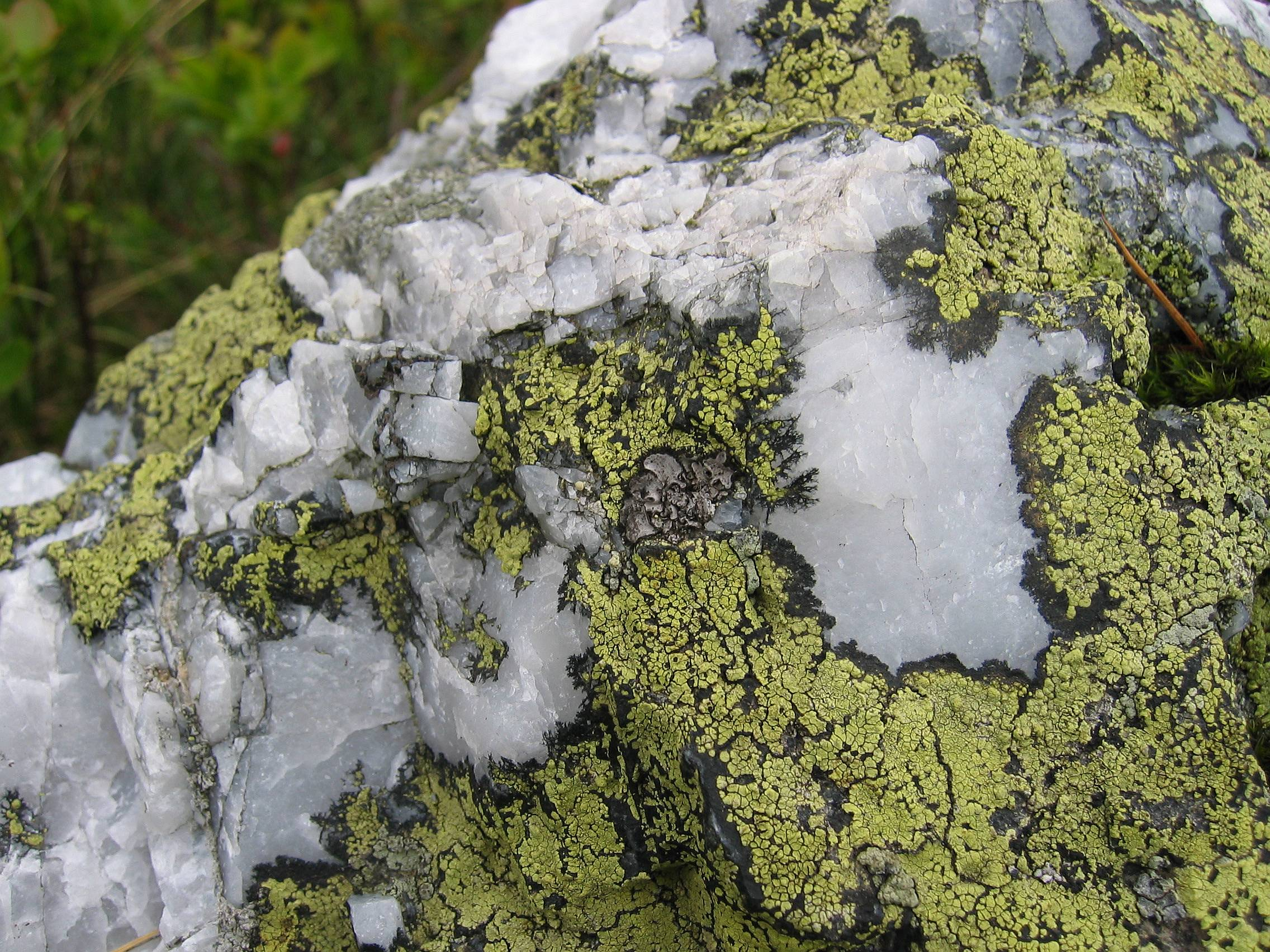
Rhizocarpon geographicum произрастает на кислых субстратах (здесь на кварце). Чёрная полоса по краю является участком, уже занятым микобионтом, но ещё не заселённым фотобионтом

В связи с очень медленным ростом лишайники могут выжить только в местах, не заросших другими растениями, где есть свободные площади для фотосинтеза. На влажных участках они зачастую проигрывают мхам. Кроме того, лишайники проявляют повышенную чувствительность к химическому загрязнению и могут служить его индикаторами. Устойчивости к неблагоприятным условиям способствуют невысокая скорость роста, наличие различных способов извлечения и накопления влаги, развитые механизмы защиты.
Лишайники, как правило, предъявляют скромные требования к потреблению минеральных веществ, получая их, большей частью, из пыли в воздухе или с дождевой водой, в связи с этим они могут жить на открытых незащищённых поверхностях (камни, кора деревьев, бетон и даже ржавеющий металл). Преимуществом лишайников является терпимость к экстремальным условиям (засухе, высоким и низким температурам от −47 до +80 градусов по Цельсию, около 200 видов обитают в Антарктике), кислой и щелочной среде, ультрафиолетовому излучению). В мае 2005 года проводились эксперименты на лишайниках Rhizocarpon geographicum и Xanthoria elegans, показавшие, что эти виды по крайней мере в течение примерно двух недель смогли продержаться вне земной атмосферы, то есть в крайне неблагоприятных условиях.
Многие лишайники специфичны к субстрату: одни хорошо развиваются только на щелочных породах, например известняке или доломите, другие на кислых, не содержащих извести силикатных породах, таких как кварц, гнейс и базальт. Лишайники-эпифиты также предпочитают определённые деревья: выбирают кислую кору хвойных или берёзовых или осно́вную ореховых, клёна или бузины. Ряд лишайников сам выступает в качестве подложки для других лишайников. Нередко формируется типичная последовательность, в которой различные лишайники нарастают друг на друга. Есть виды, которые постоянно живут в воде, например Verrucaria serpuloides.
Лишайники, как и другие организмы, образуют сообщества. Примером лишайниковых ассоциаций является сообщество Cladonio-Pinetum — лишайниковые сосновые леса.

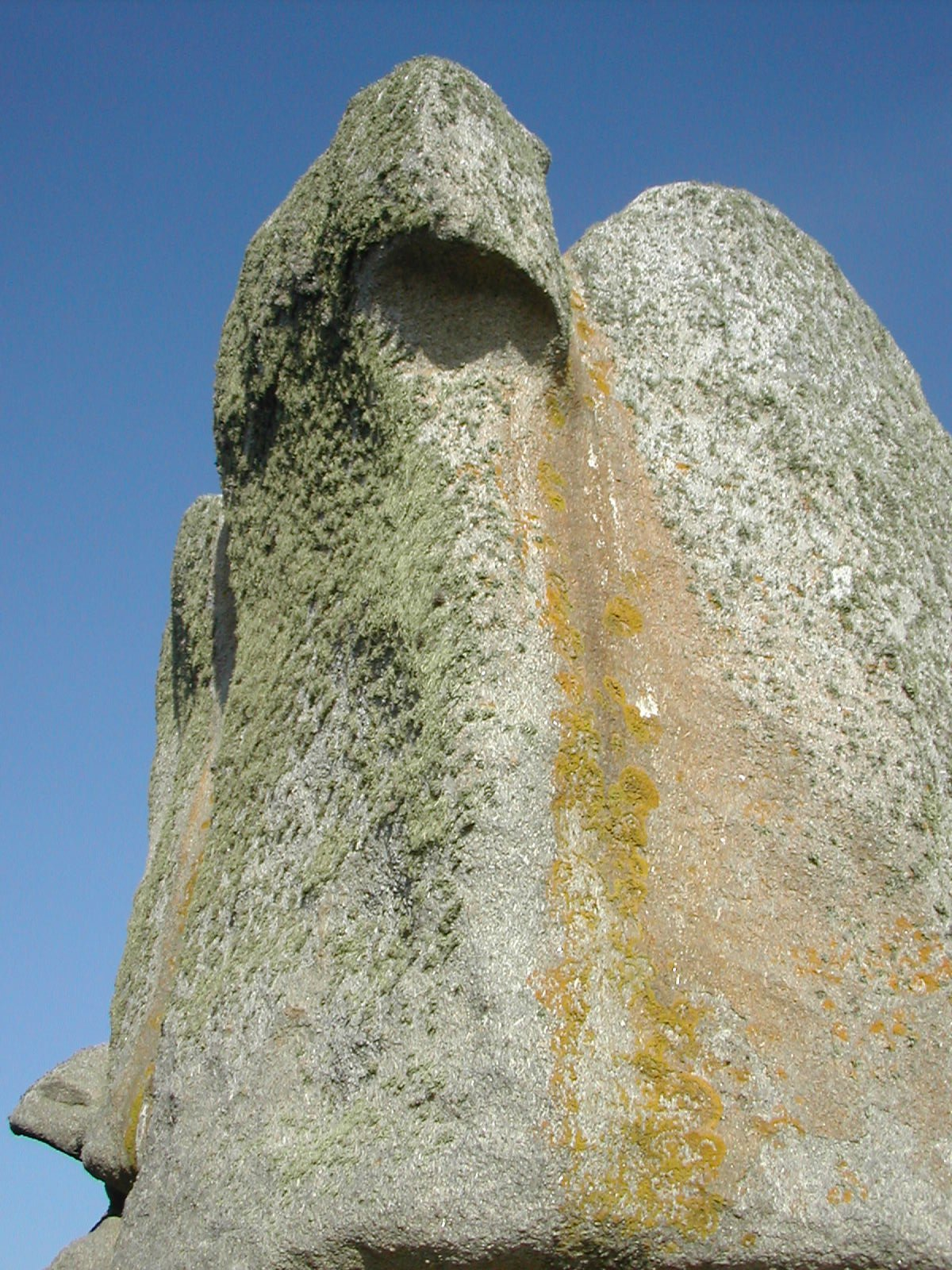
Две популяции лишайников, покрывших скалу
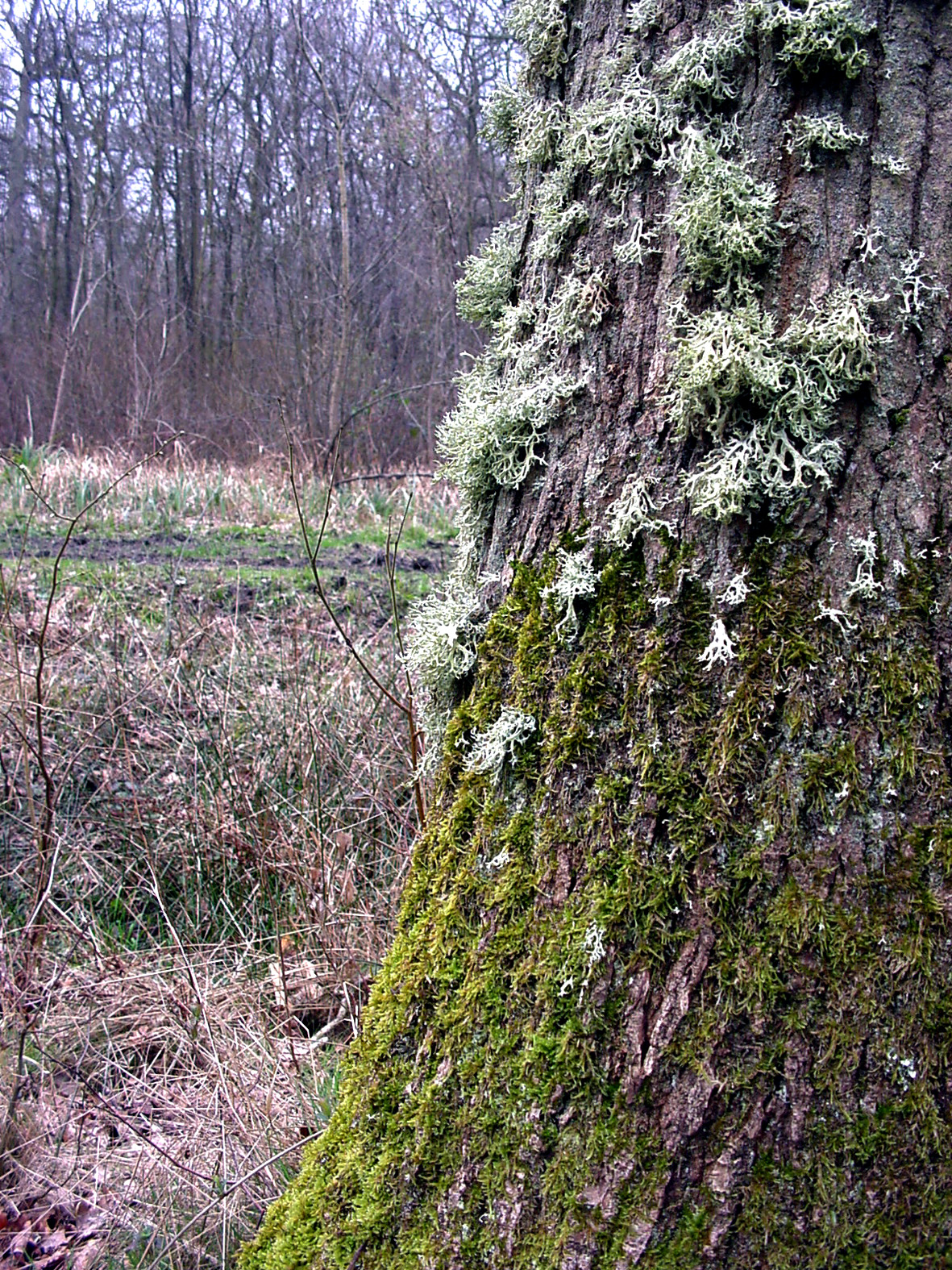
Ствол дерева, покрытый лишайниками
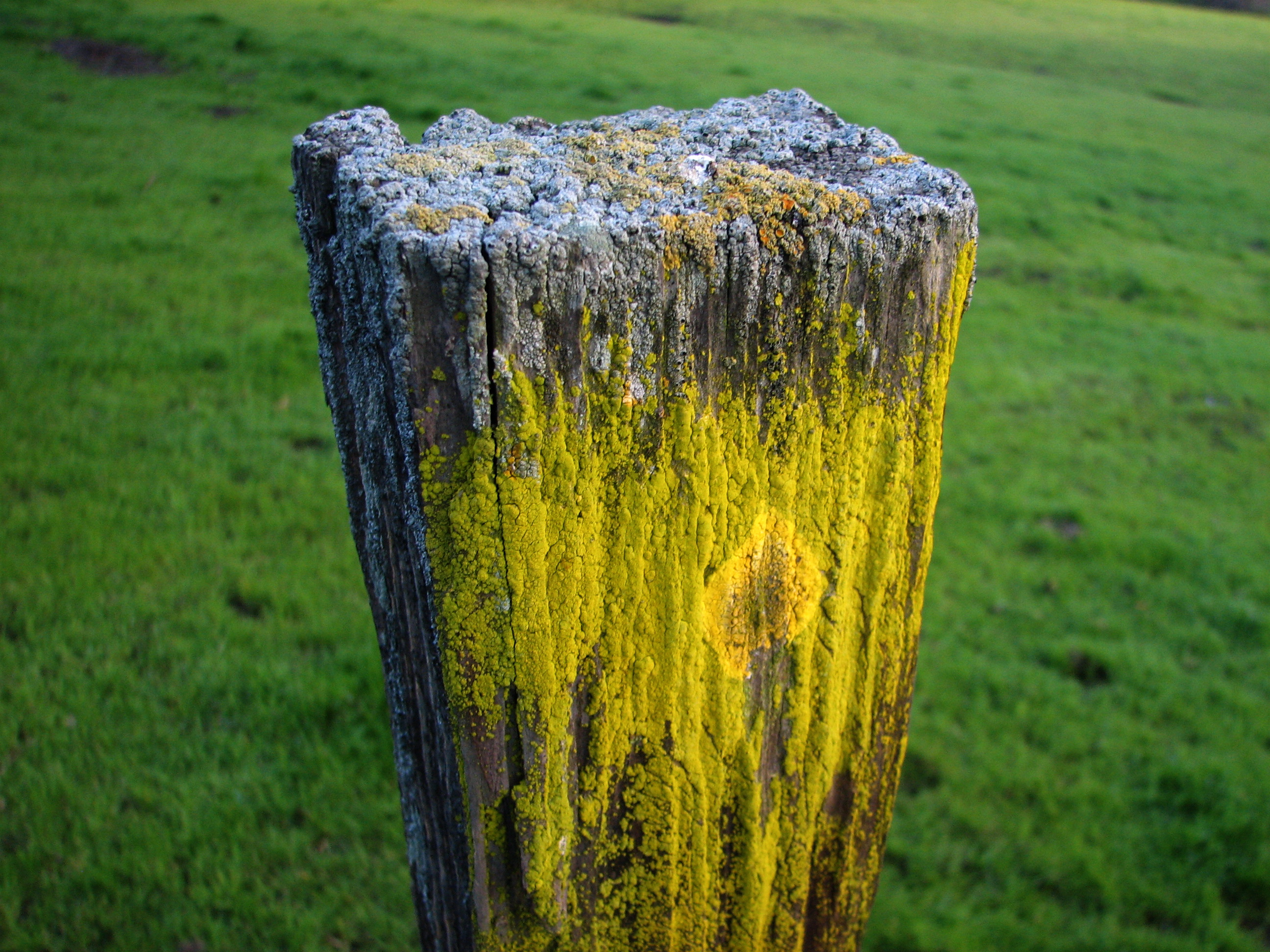
Пень, поросший лишайниками

### Роль в почвообразовании
Лишайники выделяют кислоты, способствующие растворению субстрата, и тем самым участвуют в процессах выветривания. Вносят существенный вклад в процессы почвообразования. Лишайники — одни из «пионеров» биоценозов — являются, как правило, первыми организмами, заселяющими субстрат в процессе первичной сукцессии.
На скалах и утёсах лишайники являются важными первоначальными организмами. Они крепятся к поверхности горной породы или даже проникают внутрь. При этом сильно меняют внешний вид горных пород, особенно их цвет, и образуют вокруг себя углубления. Например, когда представители рода Verrucaria поселяются на известняке, тот покрывается чёрными углублениями перитециев — плодовых тел лишайника. После их отмирания поверхность породы густо усеяна ямками. Затем в них появляется зелёный слой водорослей. Несмотря на редкость этих видов, они играют важную роль в выветривании и почвообразовании, часто повсеместно охватывая скалы. Лишайники не делают различий между естественными и искусственными субстратами, покрывая стены, крыши, заборы, надгробия и другие постройки.

### Лишайники и животные

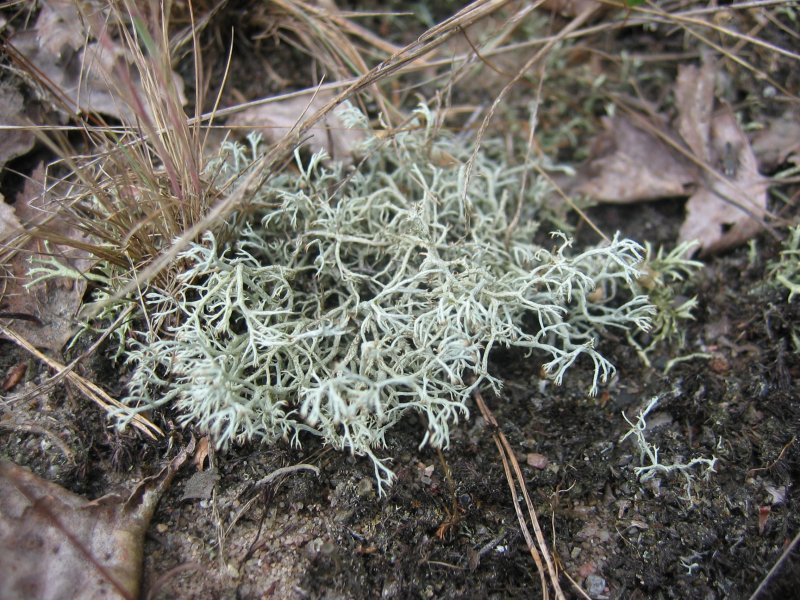
Настоящий олений мох Cladonia rangiferina в растительном сообществе Corynephorion canescentis

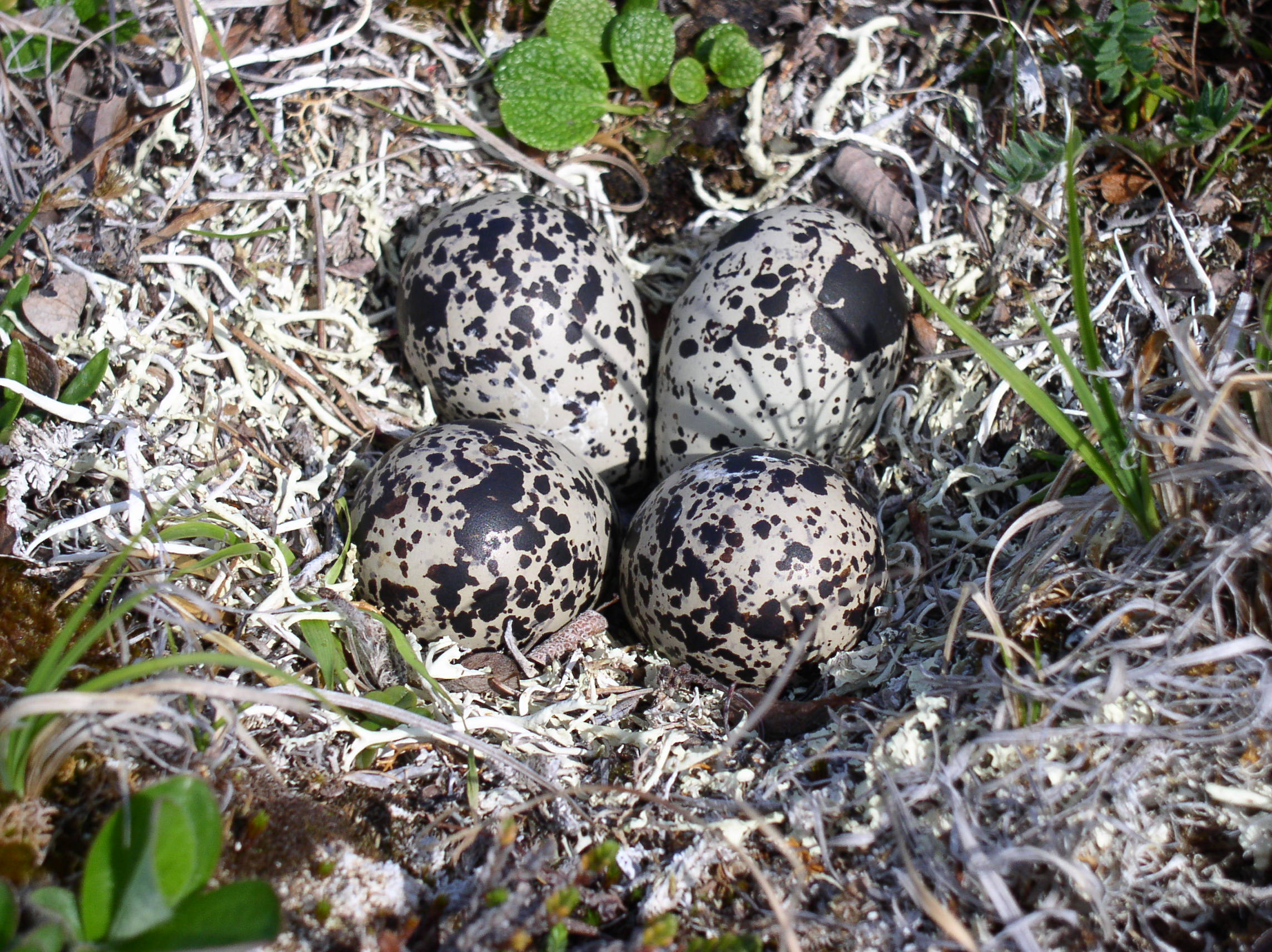
Гнездо бурокрылой ржанки (Pluvialis dominica), сделанное из лишайника

Особенно важна роль лишайников в жизни животных в условиях Крайнего Севера, где растительность редка, в зимние месяцы они составляют около 90 % от рациона оленей. Особенно важен для оленей ягель (олений мох) (Cladonia), который они при помощи копыт достают даже из-под снежного покрова. Лоси также используют этот источник питания. Способность потреблять лишайники обусловлена наличием фермента лихеназы.
Для многих личинок бабочек, таких как представители рода Eilema, лишайник служит основным продуктом питания, их гусеницы кормятся исключительно на них. Кроме того, лишайник поедается беспозвоночными, такими как улитки, насекомые и клещи, использующими его в той или иной мере. Также можно упомянуть сеноедов и личинок Mycobates parmelia с маскировочной окраской под цвет своего лишайника Xanthoria parietina.
Лишайниковая растительность используется многими животными как место обитания и укрытие от хищников. В больших количествах на них живут клещи и насекомые, одним из важных мест обитания они служат для тихоходок. Гусеницы различных ночных бабочек имеют окраску под цвет лишайника, другие подражают также и его очертаниям.
Многие птицы используют лишайники, особенно листоватые и кустистые формы, для гнездования, как, например, бурокрылая ржанка (Pluvialis dominica), вьющая гнёзда на представителях родов Cladonia и Cetraria.

## Использование

### Пищевой и кормовой объект

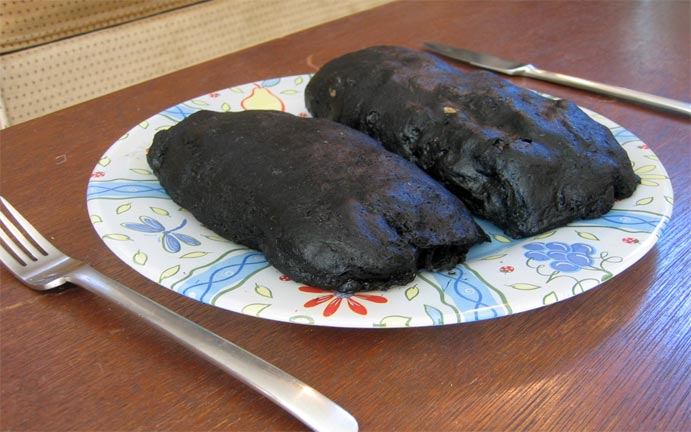
Блюдо из съедобного лишайника Бриория Фремонта|бриории Фремонта (Bryoria fremontii)

Лишайники служат кормом домашним животным, например, ягель (Cladonia) и исландский мох — традиционный корм северных оленей.

### Лекарственные препараты
Лишайники с давних пор используются и как лечебное средство, на это указывал ещё Теофраст. Известно, что Lobaria pulmonaria использовался в Средневековье против лёгочных болезней.
Лишайники находят применение в народной медицине, они содержат также широкий спектр ингредиентов, представляющих интерес для фармацевтики. Например, цетрария исландская (Cetraria islandica) добавляется в средства от кашля, в уснее (Usnea) был обнаружен антибиотик усниновая кислота, применяемый для лечения кожных и других болезней. Полисахариды (саркома-180) интересны для онкологов.

### Лихеноиндикация

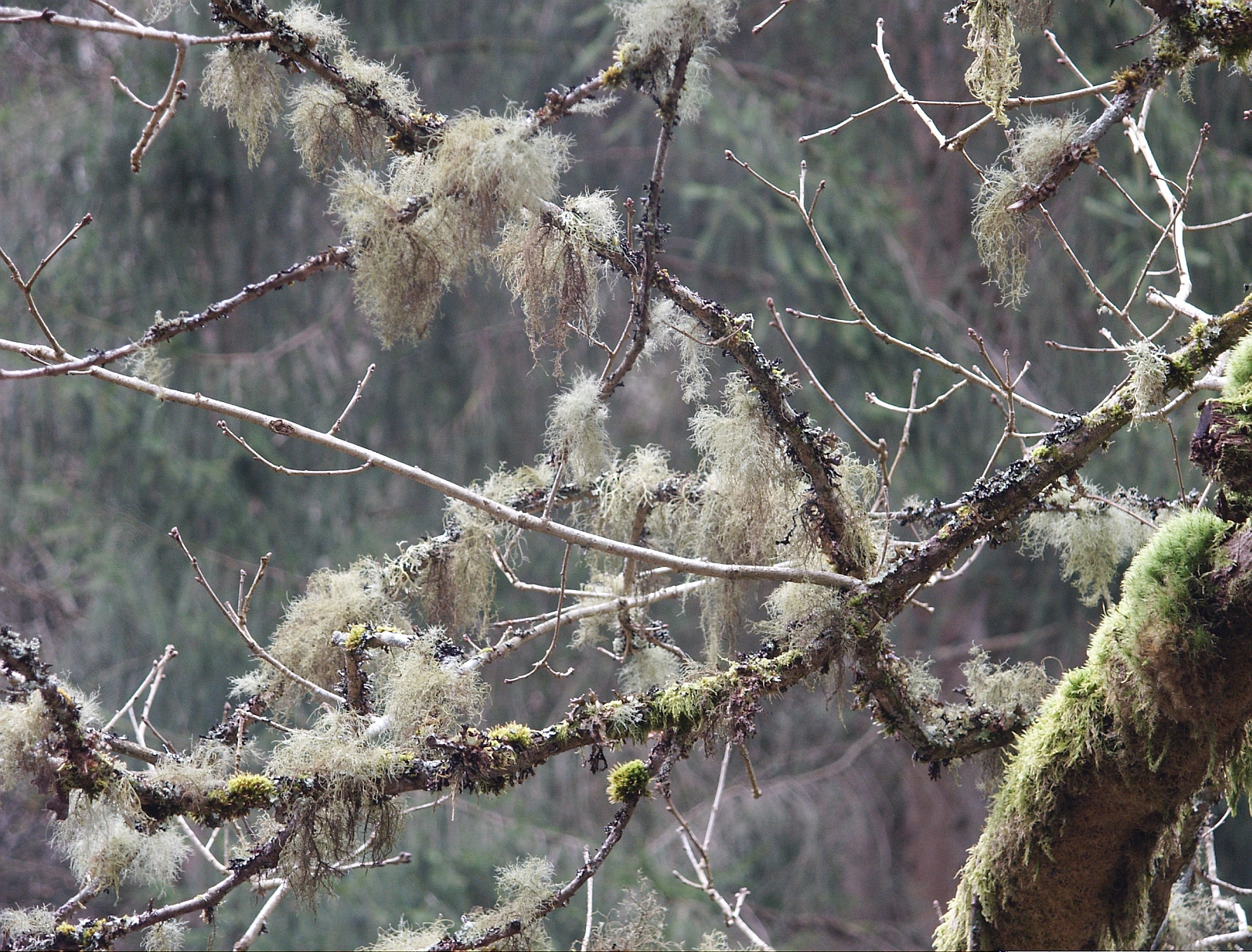
Лишайник Usnea filipendula растёт только в местах с очень высоким качеством воздуха

Лишайники являются организмами-индикаторами (биоиндикаторы) для определения условий окружающей среды, в частности качества воздуха (лихеноиндикация). Высокая чувствительность лишайников к загрязнениям вызвана тем, что взаимодействие его компонентов легко нарушить. Из воздуха или с дождём поступают без всяких препятствий в лишайник вместе с питательными и токсичные вещества, это происходит потому, что лишайники не имеют никаких специальных органов для извлечения влаги из субстрата, а поглощают её всем талломом. Поэтому они особенно уязвимы для загрязнения воздуха.
Первые сообщения о массовой гибели лишайников в областях промышленно развитых городов появились во второй половине XIX века. Основной причиной являлось увеличение содержания диоксида серы в воздухе. Между тем, использование серных фильтров на промышленном оборудовании и каталитических нейтрализаторов в автомобилях способствовало улучшению качества воздуха, так что сегодня лишайники в больших городах встречаются часто.
При «пассивном мониторинге» учитывается частота встречаемости лишайников в какой-то местности, по которой делается вывод о качестве воздуха здесь. При «активном мониторинге» наблюдают конкретный вид лишайника (часто это Hypogymnia physodes), который высаживают в исследуемом месте, и по воздействию на него окружающей среды (понижение жизнеспособности, изменение окраски таллома, гибель) судят о её качестве. Лихеноиндикация предназначена для длительных исследований.
В районах с интенсивным сельским хозяйством велико внесение удобрений, азотные соединения из которых распространяются с водой, делая реакцию почвы слабоосновной. Это ведёт к исчезновению видов лишайников, которые предпочитают кислые почвы. Лишайники служат также показателями наличия в воздухе токсичных тяжёлых металлов, накапливающихся в тканях, которые в итоге могут привести к гибели лишайника. Накапливают лишайники и радиоактивные вещества. Поэтому они могут быть использованы для контроля за радиоактивными осадками после атмосферных ядерных испытаний.

### Лихенометрия
Благодаря тому, что лишайники долго живут и растут с постоянной скоростью, по ним можно определить возраст породы (отступление ледника или время постройки нового здания) (лихенометрия). Чаще всего для этой цели используются жёлтые лишайники рода Rhizocarpon. Так, в 1965 году с помощью этого метода был определён средний возраст монументов на острове Пасхи (почти 500 лет). Этот метод, однако, не всегда точен из-за несоразмерного роста лишайника и не является бесспорным, а потому должен использоваться только тогда, когда нельзя прибегнуть к радиоуглеродному анализу.

### Красители
Долгое время из лишайников литорального рода Roccella и вида Pertusaria corallina получали ценный пурпурный краситель. Карл Линней упоминал в своём «Plantae tinctoriae» («Растения красящие») шесть лишайников-красителей. Краситель и химический индикатор лакмус также получают экстракцией из Roccella.
Evernia и Parmelia применяются в Шотландии и Скандинавии для окрашивания шерсти и ткани, с их помощью могут быть достигнуты особенно приятные жёлтые и коричневые тона. Также интересно применение лишайника Xanthoparmelia camtschadalis (неверный, но часто используемый синоним — Parmelia vagans) жителями Нижнего Поволжья для окрашивания пасхальных яиц.

### Прочее применение
Ядовитые вульпиновые кислоты из Letharia vulpina использовались раньше как отрава для лисиц и волков.
Из некоторых лишайников, таких как дубовый мох (Evernia prunastri) и Pseudevernia furfuracea, получают душистые вещества, применяемые в парфюмерии.
Cladonia stellaris в больших количествах импортируется из Скандинавии и служит для изготовления модели дерева или декоративных венков.